# Jerécuaro
Jerécuaro es una localidad mexicana ubicada en el estado de Guanajuato, cabecera del municipio homónimo.

## Geografía
Jerécuaro se localiza en el centro del municipio homónimo, en el sureste de Guanajuato.
Se encuentra a 1967 m s. n. m. y cubre un área de 4.18 km².

### Clima
El clima de Jerécuaro es templado subhúmedo, con precipitaciones durante el verano. La temperatura media anual para el período 1951-2010 era de 17.6 °C.
| Parámetros climáticos promedio de Jerécuaro | Parámetros climáticos promedio de Jerécuaro | Parámetros climáticos promedio de Jerécuaro | Parámetros climáticos promedio de Jerécuaro | Parámetros climáticos promedio de Jerécuaro | Parámetros climáticos promedio de Jerécuaro | Parámetros climáticos promedio de Jerécuaro | Parámetros climáticos promedio de Jerécuaro | Parámetros climáticos promedio de Jerécuaro | Parámetros climáticos promedio de Jerécuaro | Parámetros climáticos promedio de Jerécuaro | Parámetros climáticos promedio de Jerécuaro | Parámetros climáticos promedio de Jerécuaro | Parámetros climáticos promedio de Jerécuaro |
| Mes                                         | Ene.                                        | Feb.                                        | Mar.                                        | Abr.                                        | May.                                        | Jun.                                        | Jul.                                        | Ago.                                        | Sep.                                        | Oct.                                        | Nov.                                        | Dic.                                        | Anual                                       |
| ------------------------------------------- | ------------------------------------------- | ------------------------------------------- | ------------------------------------------- | ------------------------------------------- | ------------------------------------------- | ------------------------------------------- | ------------------------------------------- | ------------------------------------------- | ------------------------------------------- | ------------------------------------------- | ------------------------------------------- | ------------------------------------------- | ------------------------------------------- |
| Temp. máx. abs. (°C)                        | 38.0                                        | 35.0                                        | 38.5                                        | 39.0                                        | 37.5                                        | 38.0                                        | 39.0                                        | 38.0                                        | 33.0                                        | 32.0                                        | 32.0                                        | 32.0                                        | 39.0                                        |
| Temp. máx. media (°C)                       | 24.2                                        | 25.8                                        | 28.3                                        | 29.7                                        | 30.4                                        | 28.3                                        | 26.4                                        | 26.3                                        | 26.0                                        | 26.1                                        | 25.4                                        | 24.2                                        | 26.8                                        |
| Temp. media (°C)                            | 13.6                                        | 15.0                                        | 17.0                                        | 19.1                                        | 20.7                                        | 20.7                                        | 19.5                                        | 19.3                                        | 19.0                                        | 17.7                                        | 15.7                                        | 14.1                                        | 17.6                                        |
| Temp. mín. media (°C)                       | 2.9                                         | 4.1                                         | 5.7                                         | 8.5                                         | 11.0                                        | 13.1                                        | 12.6                                        | 12.3                                        | 12.1                                        | 9.4                                         | 5.9                                         | 4.1                                         | 8.5                                         |
| Temp. mín. abs. (°C)                        | -7.0                                        | -6.0                                        | -3.0                                        | 0.0                                         | 2.0                                         | 3.5                                         | 4.0                                         | 5.0                                         | 0.0                                         | 0.0                                         | -5.0                                        | -5.5                                        | -7.0                                        |
| Precipitación total (mm)                    | 17.5                                        | 10.0                                        | 6.3                                         | 15.9                                        | 40.9                                        | 137.5                                       | 185.1                                       | 174.5                                       | 123.5                                       | 61.9                                        | 10.0                                        | 8.0                                         | 791.1                                       |
| Días de precipitaciones (≥ 1 mm)            | 2.1                                         | 1.4                                         | 1.4                                         | 3.0                                         | 6.4                                         | 12.3                                        | 16.4                                        | 16.0                                        | 12.1                                        | 6.3                                         | 1.9                                         | 1.6                                         | 80.9                                        |
| Fuente: Servicio Meteorológico Nacional.    |                                             |                                             |                                             |                                             |                                             |                                             |                                             |                                             |                                             |                                             |                                             |                                             |                                             |

## Demografía
De acuerdo con el censo de 2020, había un total de 8011 habitantes, de los que 4268 eran mujeres y 3743, hombres.
En dicho año, se contabilizaron 3181 viviendas, 3175 consideradas como particulares.
| Gráfica de evolución demográfica de Jerécuaro entre 1900 y 2020 |
|                                                                 |
| Fuente: Instituto Nacional de Estadística y Geografía.          |